# Destiny (松橋未樹のアルバム)
『Destiny』（ディスティニー）は、2002年1月30日に発売された松橋未樹のファーストアルバム。CDコードはGZCA-5010。

## 収録曲
1. destiny
セカンドシングル。RAMJET PULLEYの同名曲のカバー。
2. time stands still
ファーストシングル。
3. Secret place
4. Let me do,Let me touch
5. Best Friends
6. いつまでも愛を包もう
サードシングル。
7. Peaceful night
8. destiny 〜A Rainbow In Curved Air Mix〜
セカンドシングルの収録曲。